# عبد الجليل (قبيلة)
عبد الجليل هي قبيلة عربية تعيش في ضاحية قرية جماعين، وهي ضاحية تتبع لمدينة نابلس في الضفة الغربية. وهم يتبعون للقبيلة الأم الزيتاوي.